# Lion-Peugeot VC 1
Der Lion-Peugeot VC 1 ist ein Auto, das Anfang des 20. Jahrhunderts von Lion-Peugeot produziert wurde.

## Beschreibung
Lion-Peugeot brachte das Modell 1906 als eines der ersten Modelle auf den Markt. Eine andere Quelle gibt an, dass der VC 1 1909 als Nachfolger des VC erschien. Bis zur Produktionseinstellung im Jahre 1910 entstanden von den Modellen VC und VC 1 zusammen 1000 Exemplare. Nachfolger wurde der Lion-Peugeot VC 3.

## Motor, Antrieb und Fahrleistungen
Für den Antrieb sorgte ein Einzylindermotor mit 1045 cm³ Hubraum und 8 bis 9 PS Leistung. Der Motor war vorne im Fahrzeug montiert und trieb über eine Kette die Hinterachse an. Das Getriebe verfügte über drei Vorwärts- und einen Rückwärtsgang.
Die Höchstgeschwindigkeit war mit 34 bis 45 km/h angegeben.

## Abmessungen und Aufbauten
Bei einem Radstand von 2,12 m und einer Spurweite von 1,15 m war das Fahrzeug 2,95 m lang, 1,4 m breit und 1,4 m hoch. Zur Wahl standen die Karosserieversionen Phaeton und Tonneau.